# Binturong
Binturong (Arctictis binturong) je velká stromová cibetka s dlouhým chápavým ocasem, která žije v korunách stromů deštných pralesů jihovýchodní Asie. Pojmenování binturong je malajského původu, v angličtině se pak můžeme setkat s označením „bearcat“, což znamená „medvědokočka“. 

## Popis
- hmotnost: 9–24 kg[2] (v zajetí až okolo 30 kg)
- délka těla: 61–96 cm
- délka ocasu: 61–96 cm

Binturong je středně velká šelma s dlouhým, huňatým a hlavně chápavým ocasem. Chápavý ocas je u šelem vzácný, jediný další druh, který se jím může pyšnit, je jihoamerický kynkažu z čeledi medvídkovití, který také žije na stromech. Pohlavní dimorfismus není příliš výrazný, nicméně samice bývají o 20 % těžší a větší než samci (u bornejského poddruhu A. b. penicillatus mohou vážit až 40 kg[zdroj?]). Binturong je ploskochodec, podobně jako medvěd našlapuje celou plochou chodidla.
Srst je nápadně dlouhá, hrubá a obyčejně tmavě hnědá až černá. Uši jsou krátké a zakončené delší štětičkou chlupů, oči jsou poměrně malé, červenohnědé barvy. Podobně jako další cibetkovité šelmy, má i binturong pachové žlázy umístěné na zadku.

## Rozšíření a stanoviště
Binturongové jsou v několika poddruzích rozšířeni na území zahrnujícím severovýchod Indie, Thajsko, Barmu, Malajsii, indonéské ostrovy Sumatra, Jáva, Borneo, Bangka a filipínský ostrov Palawan. Obývají horní stromové patro neprostupných deštných lesů do 1400 m n. m.

## Biologie
Binturong se téměř výhradně zdržuje v korunách stromů, při šplhání si pomáhá ocasem. Není pro něj problém viset z větví podobně jako lenochod, nebo šplhat po kmeni hlavou dolů; dokáže také výborně plavat. Zřejmě jsou aktivní ve dne i během noci.
Obvykle žije samotářsky, i když byl pozorován i ve skupinách, obvykle se jednalo o samici s mláďaty. Někdy se samicí zůstává samec i po narození mláďat a ta ho nijak neodhání. Pachové žlázy využívají k signalizování své přítomnosti jiným binturongům. Teritorialita není nijak vyhraněná.

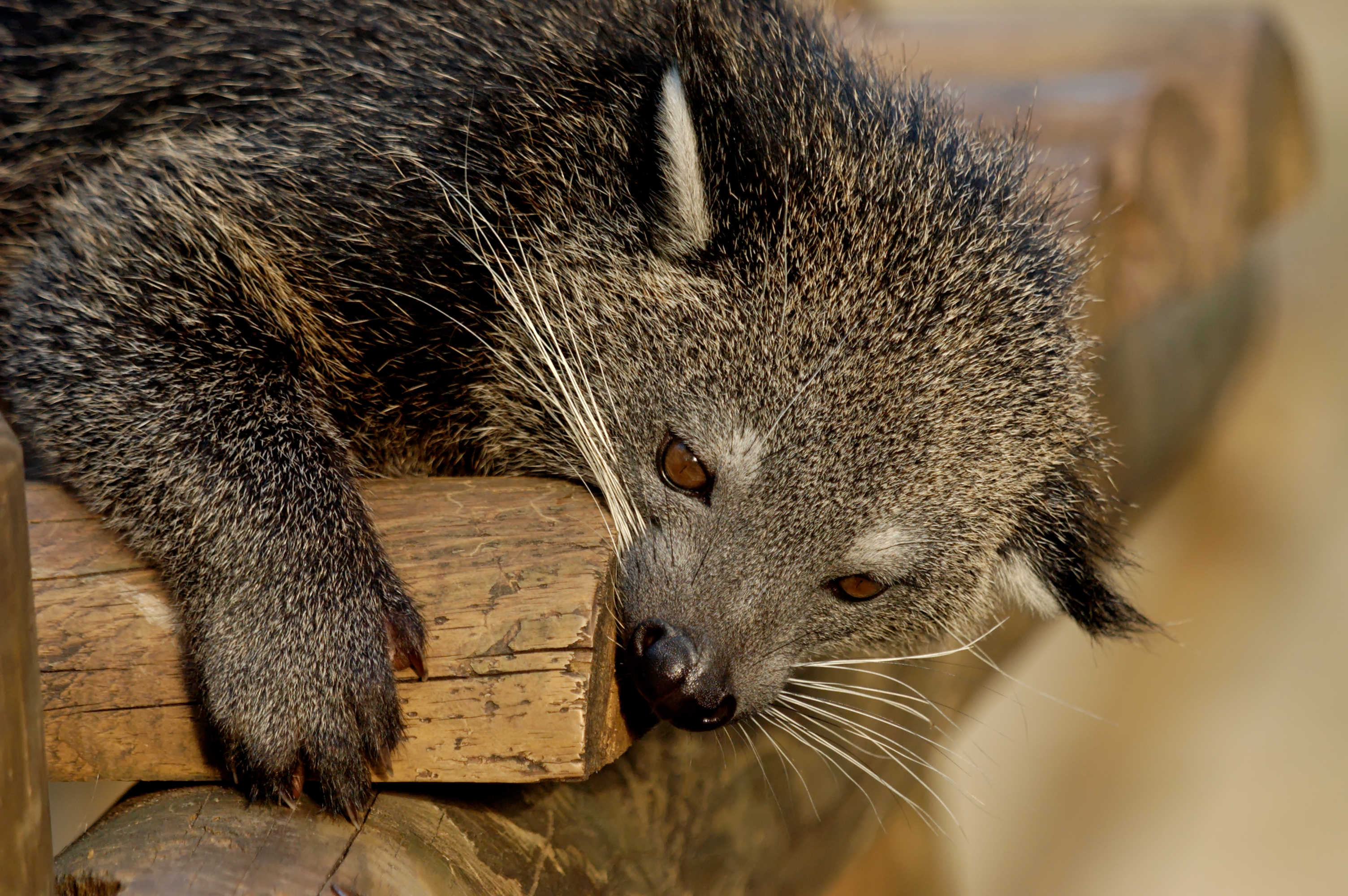
Fotografie binturonga

Páří se celoročně, většinou však v období od února do dubna a pak od července do listopadu. Březost trvá přibližně 90–92 dní, pak samice v dutině stromu porodí 2–3 mláďata. V přírodě se binturongové dožívají asi 10 let, v zajetí to může být i přes 20.

### Potrava
Binturong je převážně plodožravý (nejčastěji jí fíky) a významně se tak podílí na šíření semen. Pojídá také mršiny, loví hlodavce, malé plazy nebo ptáky, vybírá ptačí hnízda a nepohrdne ani malými bezobratlými, listy nebo výhonky. Obvykle se uvádí, že je dobrý v chytání ryb, ale není to pravda.

## Význam pro člověka
Místní domorodci chovají binturongy jako domácí zvířata, jejich maso je považováno za lahůdku a využívá se také v orientální medicíně.

## Chov v zoo
Binturong se nachází v několika desítkách evropských zoo. V přibližně pěti desítkách jsou chována zvířata bez určení poddruhu. Jednotlivé poddruhy jsou pak mnohem raritnější, neboť se nachází v maximálně deseti evropských institucích.
V Česku chová binturongy Zoo Olomouc a Zoo Ostrava. Poddruh binturong palawánský je pak k vidění v Zoo Plzeň a Zoo Praha, který nahradil původní zvířata. Tento poddruh je chován jen v sedmi dalších evropských zoo.

### Chov v Zoo Praha
V pražské zoo se poprvé binturongové objevili v roce 1959. V chovu nastalo několik přestávek, ale až do roku 1994 žili v pavilonu malých savců (či též pavilon vzácných živočichů) v horní části zoo. Tento pavilon byl po roce 2000 přestavěn na expozici nazvanou Afrika zblízka. Ve stejné době se ovšem binturongové do Prahy vrátili díky výstavbě pavilonu Indonéská džungle, který byl otevřen v roce 2004 a o rok později původní skupinu hulmanů jávských nahradily právě tyto cibetkovité šelmy. Nejprve dorazila ze Zoo Ústí nad Labem samice Bína původem z Vietnamu (2005), o rok později pár (samec z Paříže a samice ze Zoo Halle v Německu) a roku 2007 ještě výměnou za německou samici nová samice ze Zoo Ostrava, díky níž byl vytvořen kompatibilní pár, který se v roce 2008 prvně rozmnožil, ale mládě nebylo odchováno. Binturongy se podařilo prvně odchovat v roce 2009. Do roku 2013 včetně bylo odchováno celkem 11 mláďat. Roku 2012 se dokonce narodila čtyřčata. V roce 2013 došlo k zásadní změně, neboť byla původní zvířata odvezena do jiných zoo a v Praze začal být chován vzácný poddruh – binturong palawánský. Mladí jedinci (pár) byli přivezeni z filipínské Zoo Avilon. Ke konci roku 2017 byl stále chován tento pár. V roce 2019 byl samec zapůjčen do Zoo Plzeň. Tento druh sdílí expozici společně s vydrami hladkosrstými.

## Galerie

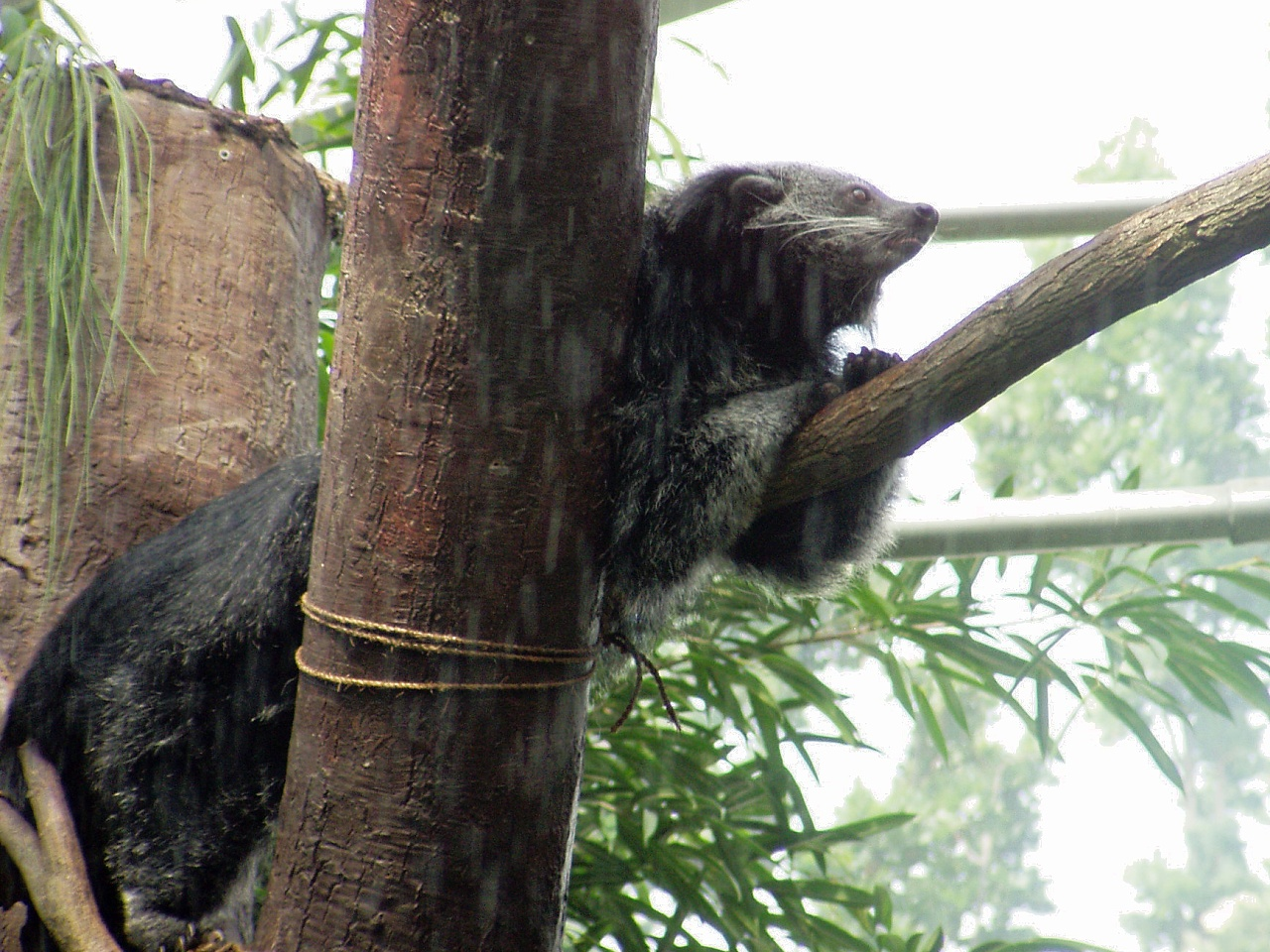
Binturong v Zoo Praha
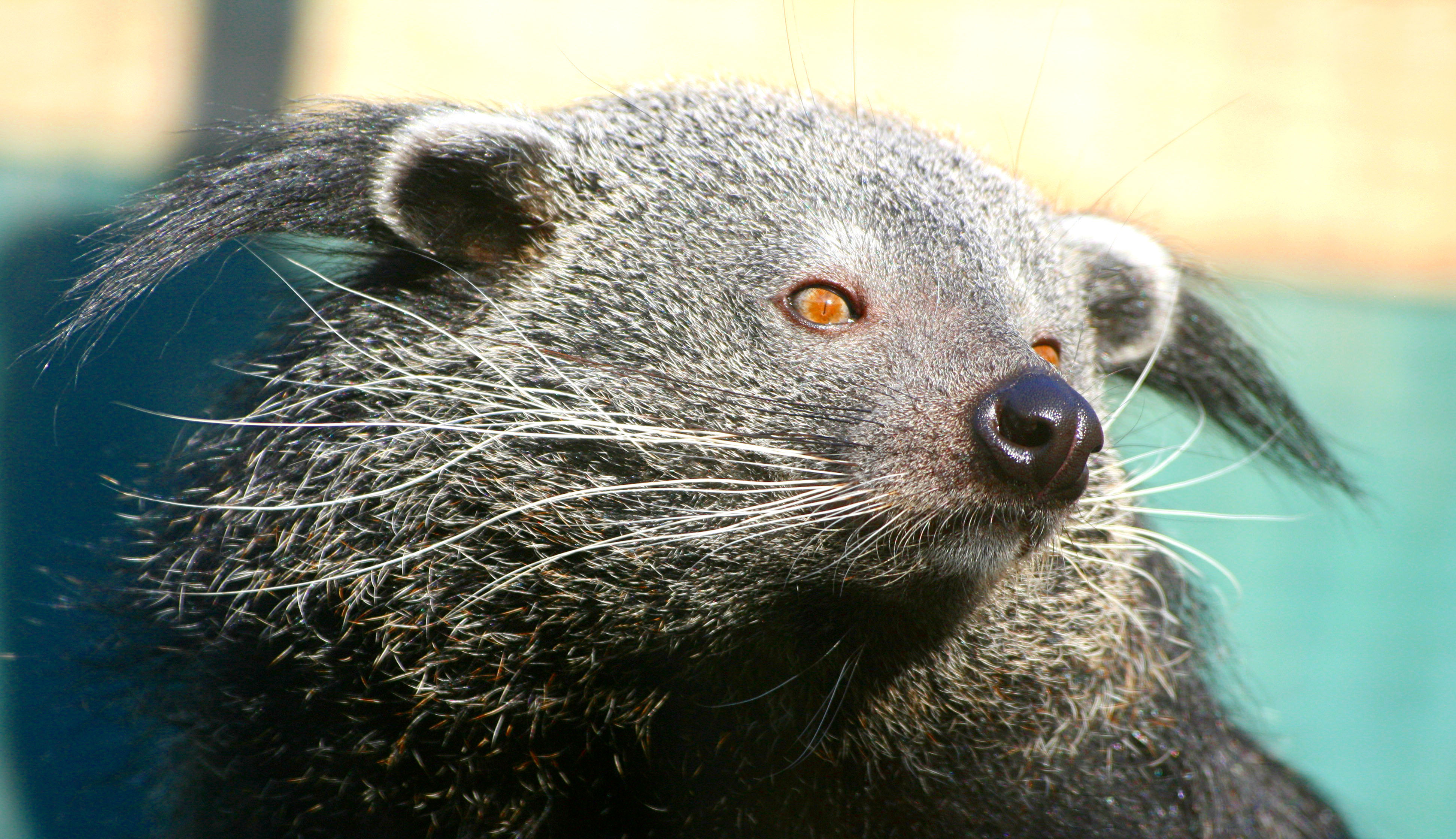
Hlava binturonga
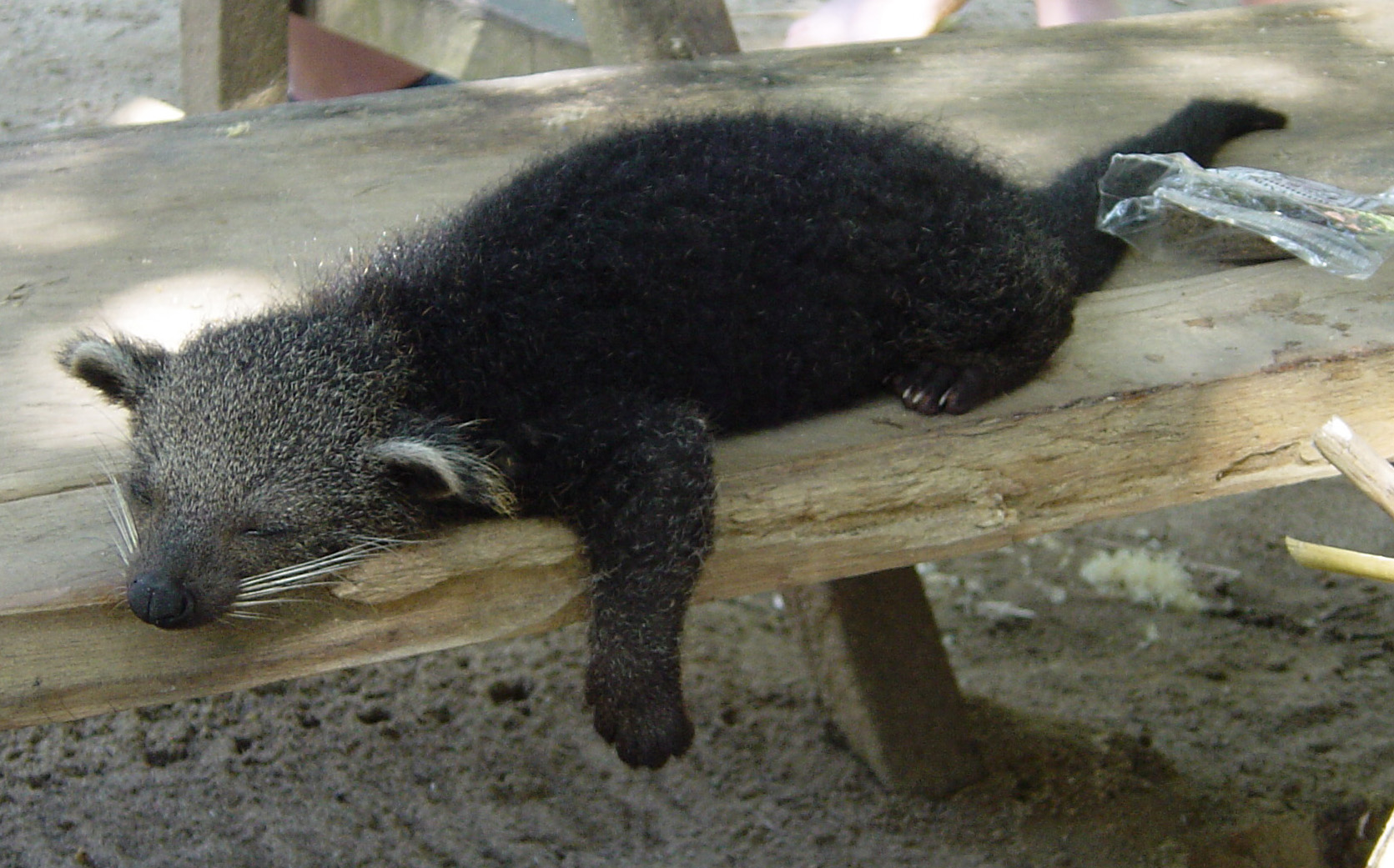
Mládě binturonga v Malajsii